# Mohamed Boubkari
 (juin 2023).
Mohamed Boubkari, né à Ksar el kebir au Maroc est un kick-boxeur néerlando-marocain.
Sa famille est originaire du Rif central, de la tribu des Gzenaya, ils immigrent aux Pays Bas.

## Biographie
Natif du Nord Marocain , Mohamed immigre jeune aux Pays-Bas à Leyde avant de se lancer dans une carrière de kick-boxeur. Dans le monde du kickboxing, il choisit de représenter son pays natal.
À l'occasion de la saison 4 d'Enfusion en 2013, il atteint la finale face à Daniel Sam, perdue sur décision.
En 2014, il réalise un KO légendaire à l'occasion d'une édition Enfusion à Ko Samui en Thaïlande. Il finira par être désigné champion du monde dans la catégorie des −95 kg.
En 2018, il réalise l'un des KO les plus rapides de l'histoire de l'Enfusion face à Fatih Ulusoy.

## Palmarès
- Champion du BeNeLux 95 kg en 2007
- Champion des Pays-Bas 95 kg en 2011
- Champion des Pays-Bas 95 kg + en 2012
- Champion du monde Enfusion -95 kg en 2014
- Champion du monde Enfusion -95 kg en 2015
- Champion du monde Enfusion -95 kg en 2016